# Ernst Kris
Ernst Kris (25. dubna 1900, Vídeň – 27. února 1957, New York) byl rakousko-americký psychoanalytik, historik umění a sociolog.

## Život
Na filozofické fakultě Vídeňské univerzity vystudoval historii umění. Absolvoval roku 1922, a poté nastoupil do Vídeňského muzea umění.
Roku 1924 manželka Oskara Rie, blízkého přítele Sigmunda Freuda, Krise seznámila s Freudem, aby mu poradil v otázce některých starožitností (Freud byl vášnivým sběratelem starého umění). Psychoanalýza ho zaujala, a tak se roku 1928 stal členem Vídeňské psychoanalytické společnosti, ačkoli dále pokračoval v kariéře historika umění. Logicky začal aplikovat psychoanalytické koncepty na otázky teorii umění a kreativity, svůj první psychoanalytický příspěvek napsal roku 1932 pro časopis Imago, který byl určen k rozvíjení tzv. aplikované psychoanalýzy (tedy přesahům psychoanalýzy do jiných oborů než je psychologie).
Roku 1938 Kris emigroval do Velké Británie, kde začal pracovat pro BBC. Analyzoval pro ni nacistickou propagandu.
Roku 1940 přesídlil do New Yorku. Byl jmenován profesorem na New School for Social Research, který vedl Paul Felix Lazarsfeld. Vytvořil program pro studium nacistické propagandy.
V newyorských psychoanalytických kruzích spolupracoval především s Heinzem Hartmannem a stal se tak představitelem egopsychologického směru v psychoanalýze.
Roku 1945 založil časopis The Psychoanalytic Study of the Child.
S Annou Freudovou a Marií Bonapartovou se stal rovněž editorem Freudovy korespondence s Wilhelmem Fliessem, která vrhla zcela nové světlo na počátky psychoanalýzy a Freudův psychický vývoj.